# Prostitución en Birmania

Prostitución en Asia. En rojo se indica el modelo prohibicionista, en el que la prostitución es ilegal, como es el caso de Birmania.

La prostitución en Birmania es ilegal, pero está muy extendida. La prostitución es un importante problema social que afecta especialmente a mujeres y niños. ONUSIDA calcula que hay 66 000 prostitutas en el país.
A menudo se atrae a las mujeres a la prostitución con la promesa de empleos legítimos, sustancialmente mejor pagados, y porque su bajo nivel educativo les dificulta encontrar trabajo en otros lugares. En muchos casos, estas mujeres proceden de regiones remotas.

## Situación actual
En Rangún, la prostitución suele darse en hoteles que también funcionan como burdeles. La reciente aparición de salones de masaje comenzó en 1995, y son sobre todo los grupos étnicos minoritarios, como los va, los que regentan este tipo de negocios. Sus clubes nocturnos son frecuentados por prostitutas que trabajan de forma independiente. En todo el país, la industria del sexo opera generalmente en restaurantes, burdeles que se hacen pasar por casas de huéspedes y clubes. Desde que el ciclón Nargis azotó el país en mayo de 2008, el número de prostitutas ha aumentado significativamente, abaratando los precios de los servicios sexuales.
En Mandalay hay muchas prostitutas que trabajan en salones de masaje, salas de karaoke, espectáculos y en las calles.
También ha surgido una zona roja en Naipyidó, la nueva capital federal de Birmania, con burdeles disfrazados principalmente de salones de belleza y de masajes que atraen sobre todo a hombres de negocios y militares. Unos 70 burdeles, la mayoría en forma de tiendas de campaña y cabañas de bambú, explotan una zona roja barata en un tramo de 50 km de la autopista a Naipyidó.
En todo el sudeste asiático, Birmania es, con diferencia, el país más barato a la hora de conseguir los servicios de una prostituta, eclipsando incluso la oferta y el precio de Laos.

## Situación legal
La prostitución es ilegal. En virtud de la Ley de Represión de la Prostitución, promulgada en 1949, el acto de solicitar o seducir en público es ilegal, así como forzar o incitar a las mujeres a la prostitución o ser propietario de burdeles. La Ley también penaliza obtener beneficios económicos de la prostitución, incluidos los propios ingresos de la trabajadora sexual.
Anteriormente se utilizaban preservativos como prueba de la prostitución, pero en 2011 se dictó una orden administrativa para impedir su uso como prueba, que posteriormente se incorporó al artículo 271 del Código Penal.
El Código Penal garantiza la protección de las menores frente a los abusos sexuales, y acusa de violación a toda persona que mantenga relaciones sexuales con una menor de 14 años (con o sin consentimiento). La Ley del Menor, promulgada en 1993, elevó a 16 años la edad mínima para mantener relaciones sexuales consentidas e ilegalizó la prostitución infantil. Es delito permitir a sabiendas que una menor de dieciséis años bajo la tutela de uno se dedique a la prostitución. No existe un delito correspondiente para los niños. 
La Ley del Menor también castiga la utilización de niños en la creación de material pornográfico. Las trabajadoras del sexo suelen ser internadas en centros de detención antes de ser acusadas. El trabajo, como coser ropa, es obligatorio en los mismos. Algunas son posteriormente puestas en libertad sin cargos. En 2013, la diputada Daw Sandar Min pidió que se despenalizara la prostitución, pero el Gobierno lo rechazó.

## Historia

### Dinastía Konbaung
La prostitución se prohibió en 1785, durante el reinado del monarca Bodawpaya en el periodo inicial de la dinastía Konbaung. Cuando el rey Mindon Min fundó Mandalay en la década de 1850, se incluyó un barrio administrativo separado para las prostitutas.

### Dominio británico
Desde la ocupación británica hasta 1937, Birmania formó parte de la India colonial. Los británicos intentaron regular la prostitución aceptando que era un mal necesario. Las Cantonment Acts regulaban y estructuraban la prostitución en las bases militares británicas. Las características estructurantes de las Leyes de Acantonamiento preveían entre doce y quince mujeres indias por cada regimiento de soldados británicos. Cada regimiento contaba con unos mil soldados. Estas mujeres eran mantenidas en burdeles llamados «chaklas». La mayoría de las mujeres procedían de familias pobres y carecían de otras oportunidades de independencia social o económica. Los gobiernos coloniales solían imponer las desigualdades estructurales que empujaban a las mujeres a la prostitución.
Además, la Ley de Acantonamientos de 1864 preveía la creación y ampliación de hospitales en los acantonamientos. Las mujeres que trabajaban en las chaklas solían ser obligadas a someterse a reconocimientos médicos una vez a la semana, con el fin de examinarlas en busca de rastros de enfermedades venéreas. Las prostitutas solían ser recluidas contra su voluntad en estos hospitales penitenciarios, sobre todo si se descubría que padecían alguna enfermedad venérea. La Ley de Acantonamientos de 1864, pensada en un principio para las bases militares, se amplió con el tiempo a las presidencias y provincias de la India británica. Sin embargo, cuando el personal militar se vio cada vez más afectado por enfermedades venéreas, se exigieron más regulaciones. De ahí surgieron las Leyes Indias sobre Enfermedades Contagiosas.
Las Leyes de Enfermedades Contagiosas trataban de prevenir las enfermedades venéreas en el personal militar a través de varias normativas. Las leyes exigían el registro de las mujeres que ejercían la prostitución. A menudo se exigía a estas mujeres que llevaran una licencia en forma de carné. Además, ordenaba el reconocimiento médico periódico de las prostitutas. Si alguna de estas mujeres resultaba infectada durante un reconocimiento, debía someterse a tratamiento hospitalario. Si rechazaban dicho tratamiento, podían ser sancionadas con penas de prisión. Una vez curadas de sus enfermedades, eran puestas en libertad. Ninguna de estas medidas se aplicaba a los hombres infectados. Las Leyes sólo iban dirigidas a las mujeres prostitutas, ya que eran las únicas personas sujetas a licencia y exámenes médicos.
La Gran Depresión de la década de 1930 provocó un desempleo y un desplazamiento sin precedentes en la Birmania británica, lo que obligó a muchas mujeres a servir a clientes, principalmente tropas británicas y cipayos indios. Según algunos relatos, Birmania tenía la mayor industria próspera de prostitución de la India británica debido a la crisis económica.

## VIH/sida
Birmania tiene la segunda tasa de prevalencia del VIH más alta de Asia, después de Tailandia. Las trabajadoras del sexo corren un riesgo especial. El carácter delictivo del trabajo sexual en Birmania, ya que está prohibido por la Ley de Supresión de la Prostitución de 1949, también contribuye a la ineficacia de las actividades de sensibilización sobre el VIH/sida y el uso del preservativo dirigidas a los profesionales del sexo en Birmania. En 2005, en Rangún había más de 100 burdeles y hasta 10 000 profesionales del sexo, en su mayoría de la etnia Bamar; entre el 70 % y el 90 % tenían antecedentes de infecciones de transmisión sexual y menos del 25 % se habían sometido a la prueba del VIH. Un estudio anecdótico realizado en aquella época reveló que casi la mitad de las profesionales del sexo tenían VIH/sida.
El gobierno, las ONG y las organizaciones internacionales han llevado a cabo diversas campañas para concienciar sobre el VIH, facilitar el acceso a la atención sanitaria y mejorar el tratamiento de los infectados. Como resultado, la tasa nacional de prevalencia entre adultos ha descendido hasta el 0,4 %. La tasa de prevalencia entre profesionales del sexo también ha descendido: 18,4 % en 2008, 7,1 % en 2012 y 5,4 % en 2016. El uso del preservativo entre profesionales del sexo ha aumentado hasta superar el 80 %.

## Tráfico sexual
Birmania es país de origen de mujeres y niños sometidos al tráfico sexual. También es, cada vez más, un país de destino y tránsito para víctimas extranjeras, incluidas mujeres y niñas de la India. Algunas mujeres y niños que emigran para trabajar en el extranjero, sobre todo a Tailandia y China, así como a otros países de Asia, Oriente Medio y Estados Unidos, son objeto de tráfico sexual. Las mujeres son transportadas cada vez más a China y sometidas a trata sexual; los funcionarios del gobierno son en ocasiones cómplices de esta forma de trata, así como de la facilitación del contrabando y la explotación de migrantes rohinyás.
Es una importante fuente de prostitutas (se calcula que entre 25 000 y 30 000) en Tailandia, y la mayoría de las mujeres víctimas de la trata son llevadas a Ranong, en la frontera con el sur de Birmania, y a Mae Sai, en el extremo oriental del país. Las trabajadoras del sexo también operan en la provincia de Yunnan (China), sobre todo en la ciudad fronteriza de Ruili. La mayoría de las prostitutas birmanas en Tailandia pertenecen a minorías étnicas. El 60 % de las prostitutas birmanas son menores de 18 años.
Para 2024, la Oficina de Vigilancia y Lucha contra la Trata de Personas del Departamento de Estado de los Estados Unidos calificó a Birmania como país de "nivel 3".